# L'Homme traqué (roman)
Pour les articles homonymes, voir L'Homme traqué.
L'Homme traqué est un roman de Francis Carco publié en 1922 aux éditions Albin Michel et ayant reçu la même année le grand prix du roman de l'Académie française.

## Résumé
L'Homme traqué narre l'impossible amour d'une prostituée et d'un criminel en proie à sa conscience dans le Paris des années 1920.

## Éditions
- L'Homme traqué, éditions Albin Michel, 1922
- L'Homme traqué, Librairie Arthème Fayard, coll. « Le Livre de demain », 39 bois de Morin-Jean, 1938, 94 p.
- L'homme traqué suivi de Brumes, éditions Rencontre, 1970, 416 p.
- L'Homme traqué, Le Livre de poche, no 67, 1956.